# Nova Subocka
Nova Subocka falu Horvátországban, Sziszek-Monoszló megyében. Közigazgatásilag Novszkához tartozik.

## Fekvése
Sziszek városától légvonalban 45, közúton 70 km-re délkeletre, községközpontjától 6 km-re északnyugatra, az A3-as autópálya mentén, a Subocka-patak bal partján fekszik.

## Története
Nova Subocka neve csak a 19. században tűnik fel és egészen 1910-ig az ősi Subocka falu része volt. Első házai ott tűnnek fel, ahol a Subockára vezető bekötőút a Lipovljaniból Novszkára vezető útra csatlakozik. 1890-ben 203, 1910-ben 362 lakosa volt. Pozsega vármegye Novszkai járásához tartozott. 1918-ban az új szerb-horvát-szlovén állam, majd később Jugoszlávia része lett. A II. világháború idején a Független Horvát Állam része volt. A háború után enyhült a szegénység és sok ember talált munkát a közeli városokban. 1991. június 25-én a független Horvátország része lett. A településnek 2011-ben 713 lakosa volt.

## Népesség
| Lakosság változása | Lakosság változása | Lakosság változása | Lakosság változása | Lakosság változása | Lakosság változása | Lakosság változása | Lakosság változása | Lakosság változása | Lakosság változása | Lakosság változása | Lakosság változása | Lakosság változása | Lakosság változása | Lakosság változása | Lakosság változása |
| ------------------ | ------------------ | ------------------ | ------------------ | ------------------ | ------------------ | ------------------ | ------------------ | ------------------ | ------------------ | ------------------ | ------------------ | ------------------ | ------------------ | ------------------ | ------------------ |
| 1857               | 1869               | 1880               | 1890               | 1900               | 1910               | 1921               | 1931               | 1948               | 1953               | 1961               | 1971               | 1981               | 1991               | 2001               | 2011               |
| 0                  | 0                  | 0                  | 203                | 0                  | 362                | 418                | 445                | 507                | 511                | 508                | 545                | 536                | 595                | 689                | 713                |

(1857 és 1880 között, valamint 1900-ban lakosságát Subocka néven Stara Subockával együtt számították.)

## Nevezetességei
Szent Flórián tiszteletére szentelt modern római katolikus kápolnája a Stara Subocka felé vezető út jobb oldalán áll. Sokszög alaprajzú, kis méretű épület. Különálló harangtornya a kápolna keleti oldalán áll. Udvarát alapozott kovácsolt vaskerítés övezi.